# Henri Deloncle
Pour les articles homonymes, voir Deloncle.
Antoine-Benoît-Henri Deloncle, né le 12 juillet 1861 à Montauban et mort le 19 janvier 1898 à Paris, est un journaliste français de la fin du XIXe siècle.

## Biographie

### Famille
Henri est le fils du libraire Antoine-Joseph-Eugène Deloncle (1830-1887) et d'Anne-Magdeleine-Adèle-Caroline-Joséphine Lathelize. Opposant au coup d’État du 2 décembre 1851, Eugène Deloncle avait perdu son poste de professeur et avait été condamné à la déportation à Lambèse. Après la Révolution du 4 septembre 1870, cet ami de Gambetta deviendra secrétaire de Freycinet, préfet d'Oran puis secrétaire général de la mairie de Lyon.
Henri est le frère de :
- Louis (1854-1898), capitaine de vaisseau  mort lors du naufrage de La Bourgogne, père de six enfants dont le futur terroriste « cagoulard » Eugène Deloncle ;
- François (1856-1922), orientaliste, diplomate, député des Basses-Alpes et de la Cochinchine française ;
- Joseph (1860-1892), gouverneur intérimaire du territoire d'Obock[2];
- Charles (1866-1938), ingénieur agronome, député puis sénateur de la Seine.

### Formation et carrière
Après avoir été un brillant élève du Lycée Charlemagne, où il a remporté un premier prix en histoire et géographie en 1875, Henri Deloncle poursuit ses études à l’École des chartes tout en suivant également les cours de l’École pratique des hautes études et de l’École de droit. En 1881, plus de deux ans avant d'obtenir son diplôme d'archiviste paléographe, il entre au service des archives du ministère des Affaires étrangères. Orateur reconnu, il appartient à la Conférence Molé et donne des conférences dans les milieux ouvriers.
Il se consacre bientôt au journalisme, contribuant principalement au National d'Hector Pessard dès avant 1884. Il écrit également pour la Revue des deux Mondes et La Nouvelle Revue de Juliette Adam, à laquelle il présente un projet de journal auquel collaboreraient Karl Marx et Benoît Malon.
Après 1889, il collabore au Siècle, dont il est le rédacteur en chef en 1890, sous la direction de son frère aîné François. La même année, il accepte la direction politique de La Dépêche et de L'Union libérale, journaux appartenant au sulfureux Daniel Wilson. En 1893, il est le directeur du Parti national, journal républicain modéré (de tendance centre gauche) fondé par Jules Brisson. Il sert aussi de correspondant parisien à L'Indépendance belge.

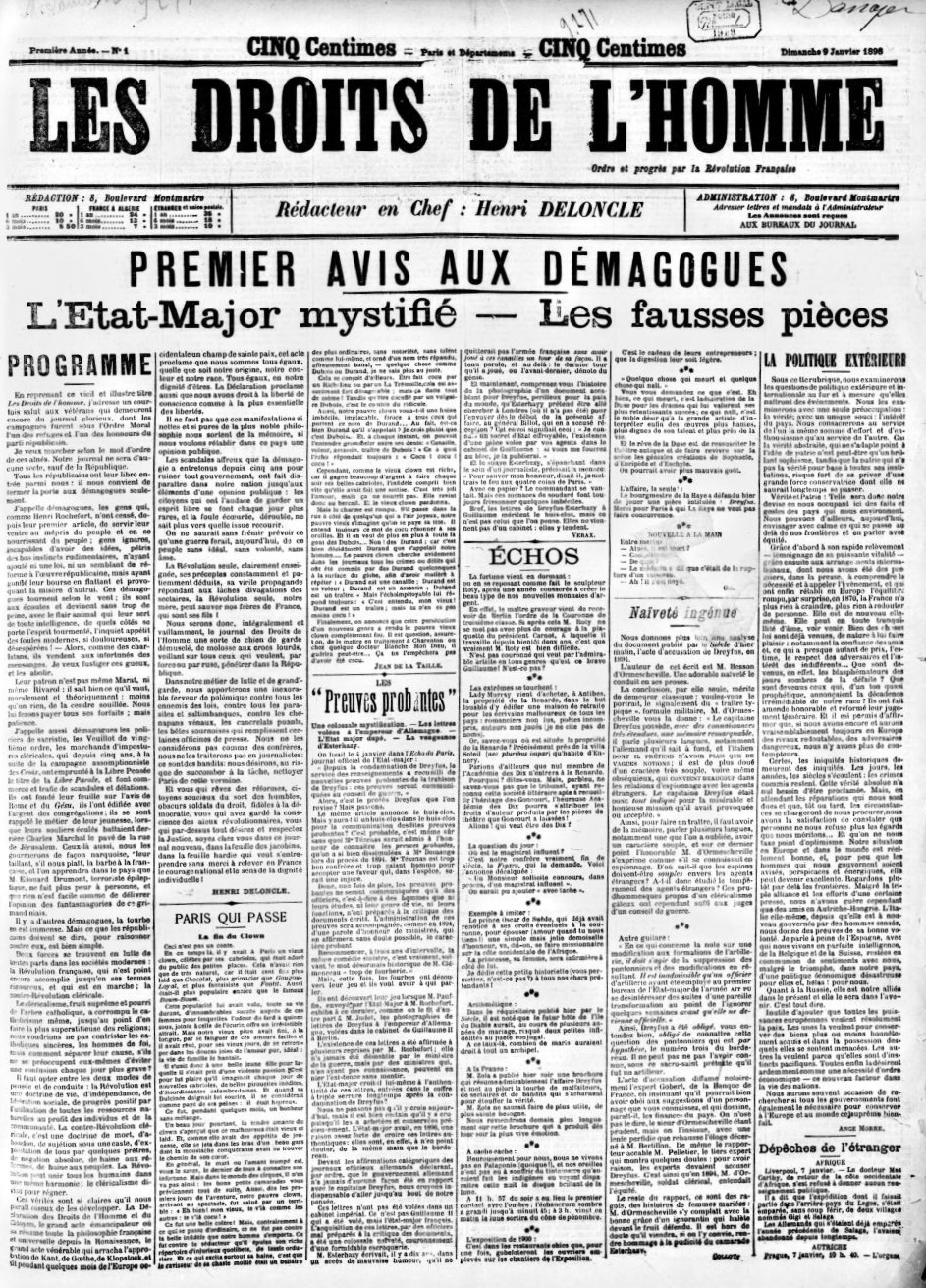
Une du premier numéro des Droits de l'homme (9 janvier 1898).

Au cours de sa carrière, Deloncle collabore également à d'autres périodiques tels que le Paris, L'Événement, La Vie contemporaine et La Revue municipale. À la fin de sa vie, il devient le rédacteur en chef d'un nouveau journal, Les Droits de l'homme, qui participe à la campagne pour la révision du procès du capitaine Dreyfus.

### Engagement politique
Libre-penseur, Henri Deloncle est initié à la franc-maçonnerie en décembre 1882, au sein de la loge du Libre-Examen (dépendante du Suprême Conseil de France), où il reçoit le grade de maître en octobre 1884. Il changera d'obédience en mai 1895 en rejoignant la Loge Alsace-Lorraine (GODF), dont il deviendra l'un des orateurs,.
Également membre de la Société d'Alsace-Lorraine, il adhère dès 1883 à la jeune Ligue des patriotes (LDP), dont il intègre le bureau en tant que sous-délégué le 2 novembre puis comme délégué en 1885. Deloncle devient le premier lieutenant du leader de la LDP, le poète Paul Déroulède, avec lequel il développe « des rapports œdipiens et sadomasochistes », Déroulède traitant le jeune homme davantage en domestique qu'en adjoint ou en disciple. Pour la LDP, Deloncle crée une section économique et rédige des articles dans l'organe de la ligue, Le Drapeau. Il y signe en 1884 une note élogieuse au sujet de Cornelius Herz, un homme d'affaires qui lui avait accordé un crédit pour un voyage d'études en Allemagne et en Amérique. Herz étant au cœur du scandale de Panama, Deloncle devra se défendre de toute compromission en 1893.
À la fin de l'année 1887, Deloncle s'oppose à Déroulède quand celui-ci commence à entraîner la LDP dans l'aventure boulangiste. À ce titre, il est l'un des principaux acteurs de la scission de la ligue survenue en avril-mai 1888 : il prend alors une part importante dans la fondation de l'Union patriotique de France.
À plusieurs reprises, Henri Deloncle tente en vain d'obtenir un mandat politique.
Aux élections municipales de mai 1887, il se présente comme républicain modéré dans le quartier Sainte-Avoye contre le conseiller municipal sortant, le radical Alphonse Darlot, mais celui-ci est très largement réélu dès le premier tour de scrutin.
Le 9 mars 1890, après la mort de Pierre Arribat, il est le candidat des républicains à une élection législative partielle dans l'arrondissement de Loches. Malgré l'aide apportée par Wilson par l'intermédiaire du comité républicain local, Deloncle est battu, avec moins de 150 voix d'écart, par le rallié boulangiste Édouard Muller.
Le 28 février 1892, il se présente comme républicain libéral de centre gauche dans la première circonscription de Poitiers, dont le député sortant, Denizot, vient de mourir. Bien qu'arrivé en troisième position au premier tour, loin derrière le radical Bazille, il ne se désiste pas en faveur de ce dernier comme le voudrait la pratique républicaine, contribuant ainsi à la victoire au second tour d'un monarchiste, le comte de Touchimbert. Celui-ci étant mort peu de temps après, une nouvelle élection partielle a lieu le 25 septembre. Deloncle est alors nettement battu par Bazille. La campagne a été violente car un mois plus tard Deloncle est condamné à 1 000 francs d'amende et 1 000 francs de dommages-intérêts pour avoir diffamé son adversaire.
Deloncle est à nouveau candidat à l'occasion des législatives de 1893, cette fois-ci à Lavaur (Tarn). Largement devancé au premier tour par le député conservateur sortant, Poulié, et par le radical-socialiste Compayré, il se retire au profit de ce dernier.
Deloncle ne voit que les premiers numéros des Droits de l'homme car il meurt d'une congestion pulmonaire le 19 janvier 1898 à son domicile du no 3 de la rue Abel-Rabaud (11e arrondissement). Le 22 janvier, il est incinéré au Père-Lachaise.